# سید صابر جباری
سید صابر جباری (زاده ۹ فروردین ۱۳۱۷ متکازین بهشهر – درگذشته ۹ شهریور ۱۳۹۳ بهشهر) مجتهد شیعه، نماینده مردم مازندران در مجلس خبرگان رهبری و امام جمعه بهشهر بود.

## زندگی‌نامه
وی یادگیری سطح مقدماتی علوم اسلامی را نزد پدرش آغاز کرد و سپس راهی حوزه علمیه کوهستان شد و نزد علمایی چون محمدکوهستانی، سمچولی،‌ سید جعفر حسینی برمایی و سید زکریا حسینی متکازینی به تحصیل علوم حوزوی پرداخت.
وی تحصیلات خود را در حوزه علمیه مشهد و سپس حوزه علمیه قم ادامه داد و درس خارج فقه خود را نزد سید حسین طباطبایی بروجردی به پایان برد و سپس نزد محمدفاضل لنکرانی، حسین نوری همدانی، علی مشکینی، سیدمحمد باقر طباطبایی سلطانی، سیدمحمود حسینی شاهرودی، سید روح‌الله خمینی، سید شهاب الدین مرعشی نجفی، سید محمدرضاگلپایگانی، میرزاهاشم آملی، سید محمدحسین طباطبایی و محمدتقی بهجت به کسب معارف اسلامی پرداخت.
جباری که در سن ۲۴ سالگی به درجه اجتهاد رسید، در کنار تدریس در حوزه علمیه قم، در دوره پهلوی در کنار دیگر روحانیون به مبارزه پرداخت.
وی در سال ۱۳۵۹ از سوی سید روح‌الله خمینی به عنوان امام جمعه شهرستان بهشهر منصوب شد و در دوران جنگ ایران و عراق بارها در مناطق جنگی غرب و جنوب کشور حضور یافت.
سید صابر جباری در سال ۱۳۷۵ به عنوان نماینده مردم مازندران به مجلس خبرگان رهبری راه یافت و تا زمان درگذشتش در این سمت بود.

## سوابق
- عضویت در مجلس خبرگان رهبری از استان مازندران
- امام جمعه شهرستان بهشهر  (با حکم سید روح‌الله خمینی)

- عضویت در شورای سیاستگذاری ائمه جمعه استان مازندران
- قائم مقامی شورای مدیریت حوزه‌های استان مازندران
- ریاست حوزه‌های علمیه امام صادق

## درگذشت
سید صابر جباری از مدت‌ها قبل از مبتلا به بیماری خونی و کلیوی بود و مدت‌ها تحت نظر پزشکان تحت درمان و معالجه قرار داشت که سرانجام یکشنبه ۹ شهریور ۱۳۹۳ در سن ۷۶ سالگی بر اثر عارضه قلبی درگذشت.